# Южноамериканска калугерица
Южноамериканската калугерица (Vanellus chilensis) е вид птица от семейство Charadriidae.

## Разпространение и местообитание
Разпространен е в Аржентина, Аруба, Боливия, Бразилия, Венецуела, Гвиана, Еквадор, Колумбия, Коста Рика, Панама, Парагвай, Перу, Суринам, Тринидад и Тобаго, Уругвай, Френска Гвиана и Чили.